# Криве (Шептицький район)
Криве́ — село в Україні, у Радехівській міській громаді Шептицького району Львівської області. Населення становить 745 осіб. Відстань до центру громади становить близько 7 км і проходить автошляхом місцевого значення. Село позначене на мапах Фрідріха фон Міґа 1779—1782 років, тому імовірно село засноване — до 1779 року, а не до 1851, як вважалося раніше. Місцева церква позначена мапі 1779 року там, де й тепер.

## Відомі люди
Народилися
- Гнівушевський Ігор Васильович — військовослужбовець 24-ї окремої механізованої бригади (Яворів). Загинув під час бойових дій на території Луганської області.
- Степан Мудрик-Мечник (5 жовтня 1919 — 9 травня 2004) — заступник командира воєнної округи УПА ВО-2 «Буг», в'язень німецьких концтаборів, керівник розвідки ЗЧ ОУН (з 1951), Голова Головної Ради ОУН, заступник президента Світового конгресу вільних українців (СКВУ) в Європі.
- Павелків Роман Володимирович — доктор психологічних наук, професор, академік Академії наук вищої школи України, проректор з науково-педагогічної та навчально-методичної роботи, завідувач кафедри вікової та педагогічної психології Рівненського державного гуманітарного університету.